# Gerhard Weinberg
Gerhard Ludwig Weinberg (nascido em 1 de janeiro de 1928) nasceu na Alemanha, sendo atualmente um diplomata americano e historiador militar, conhecido por seus estudos na história da Segunda Guerra Mundial. Weinberg, atualmente, é o William Rand Kenan, Jr. Professor Emeritus de História na Universidade da Carolina do Norte em Chapel Hill. Ele tem sido um membro da faculdade de história da UNC-Chapel Hill desde 1974. Anteriormente serviu nas faculdades da Universidade de Michigan (1959-1974) e a Universidade de Kentucky (1957-1959).

## Trabalhos de Gerhard L. Weinberg

### Livros
- Hitler's Second Book: The Unpublished Sequel to Mein Kampf, Enigma Books, 2003 ISBN 1-929631-16-2.[3]
- Germany and the Soviet Union, 1939-1941, Leiden: E.J. Brill, 1954.
- The Foreign Policy of Hitler's Germany: Diplomatic Revolution in Europe, 1933–36, Chicago: University of Chicago Press, 1970 ISBN 0-226-88509-7.
- (editor) Transformation of a Continent: Europe in the Twentieth Century. Minneapolis, Minn.: Burgess Pub. Co., 1975 ISBN 0-8087-2332-4.
- The Foreign Policy of Hitler's Germany: Starting World War II, 1937-1939. Chicago: University of Chicago Press, 1980 ISBN 0-226-88511-9.
- World in the Balance: Behind the Scenes of World War II, Hanover, New Hampshire: Published for Brandeis University Press by University Press of New England, 1981 ISBN 0-87451-216-6.
- A World at Arms : A Global History of World War II, Cambridge [Eng.]; New York: Cambridge University Press, 1994, revised edition 2005 ISBN 0-521-44317-2. online edition
- Germany, Hitler, and World War II: Essays in Modern German and World History. Cambridge [England] ; New York : Cambridge University Press, 1995 ISBN 0-521-47407-8.
- Visions of Victory: The Hopes of Eight World War II Leaders. New York: Cambridge University Press, 2005 ISBN 0-521-85254-4.
- Hitler's Foreign Policy, 1933-1939: The Road to World War II. New York: Enigma Books, 2010 ISBN 978-1-929631-91-9.